# Johnny Cakes
"Johnny Cakes" je 73. epizoda HBO-ove televizijske serije Obitelj Soprano i osma u šestoj sezoni serije. Napisali su je Diane Frolov i Andrew Schneider, režirao Tim Van Patten, a originalno je emitirana 30. travnja 2006. 

## Radnja
Kako bi zaradio još novca potrebnog za odlaske na zabave, A.J. proda bubnjarski set koji mu je Tony kupio na dar. Dok otac i sin pecaju na Tonyjevu brodu, A.J. upita što će učiniti po pitanju Juniorova ranjavanja Tonyja. Tony kaže A.J.-u da se ne brine zbog Juniora.
Vito, pretvarajući se da je pisac po imenu "Vince", provodi sve više vremena u Jimovoj zalogajnici. Jedne večeri ugleda kako Jim kao član dobrovoljnog vatrogasnog društva herojski spašava dijete te mu kasnije komplimentira zbog toga. Jim se zainteresira za Vitovu knjigu i upita ga za njegov usamljenički spisateljski život. U međuvremenu, Vito uspijeva ukrasti mobitel od gosta u penzionu gdje je odsjeo i nazvati svoju suprugu. Kad mu ona kaže da se vrati, on odbije, ali joj kaže kako će u kući pronaći 30.000 dolara. Marie preda telefon njihovu sinu, a Vito jedva uspijeva izaći na kraj kratkog i bolnog razgovora.  
Burt i Patsy posjete Caputo's Poultry kako bi pokupili redoviti novčani iznos. Zatim posjete kavanu, ponudivši "zaštitu". Ali kad im direktor kaže kako uprava broji svako zrno i da joj se neće svidjeti manjak, Patsy i Burt izađu, a Patsy kaže, "Ovdje nema više šanse za malog čovjeka".
Tony, Silvio i Christopher odmjeravaju ženu ispred Satriale'sa. Žena je Julianna Skiff, agentica za nekretnine koja upita Tonyja je li zainteresiran za prodaju zgrade u njegovu vlasništvu, one koju iznajmljuje Caputo's Poultryju. Tony odbije, rekavši da je trgovina peradi sastavni dio četvrti, ali ga Skiff privlači seksualno.
Nezainteresiran za svoj posao i povratak u školu, A.J. sve više vremena provodi u njujorškim noćnim klubovima s Hernanom i svojim novim prijateljima, od kojih su neke maloljetne djevojke. Prijatelji su impresionirani njime zbog njegova oca. A.J. se hvali jednoj od djevojaka, koja se raspituje za osvetu protiv Juniora: "Vjerojatno ću nešto poduzeti."
Phil Leotardo sastaje se s Tonyjem i upita ga što poduzima u vezi Vita. Tony mu kaže kako će se pobrinuti za to na svoj način. Phil ga upozori da ovaj put neće progutati ponos kao što je to bio slučaj kad je Tony Blundetto ubio njegova brata Billyja. Phil kaže kako je Vito osramotio obitelj ostavivši svoju suprugu, Philovu rođakinju.
Skiff potraži Tonyja u Bada Bingu i preda mu povećanu ponudu za zgradu. Tony opet odbije, ali je pozove na večeru. Spomenuvši kako mu je ranjavanje promijenilo pogled na život, Tony joj kaže kako zna što ona želi u životu. U vezi s drugim muškarcem, Julianna se čini zaintrigirana Tonyjem i kaže mu kako je postojalo razdoblje u njezinu životu kad bi pristala na njegovu ponudu.
Vito provodi večer u mjesnom lokalu s Jimom i nekim njegovim kolegama iz vatrogasne postrojbe. Kasnije, otkrivši Jimov motocikl na parkiralištu, Vito odbije njegove seksualne ponude. Dvojac se potuče, a Jim ostavi Vita pretučena i raskrvavljena.
Kod dr. Melfi, Tony se požali na svoga sina. "To je kao neugodan miris u kući, uvijek je ondje." Tony kaže kako to nije dobar afrodizijak i da ga se ne može kriviti za razmišljanje o "izvannastavnoj aktivnosti", iako je ne traži. Upita za savjet za A.J.-a. Melfi predloži da on i Carmela postave neka pravila: "Najvažnija stvar je da se ti i Carmela slažete."
Nakon dobivanja roditeljske potpore da će dobiti klub koji bi mogao voditi, i nakon što je spavao i nakon podneva, A.J. posjeti Juniora u psihijatrijskoj bolnici, s nožem pri ruci. Ugledavši A.J.-a, Junior ga počne moliti da ga odvede kući. A.J. nasrne na Juniora, ali mu ispadne nož te ga svladava nekoliko članova bolničkog osoblja. Pozvavši vijećnika Zellmana da sredi A.J.-ev izlazak bez optužbi, Tony pokupi sina u policijskoj postaji i suoči se s njim. A.J. naziva oca licemjerom jer se Tony divi Michaelu Corleoneu zbog osvećivanja svoga oca u Kumu. Tony mu, iako isprva dirnut sinovom namjerom, kaže da mora odrasti, da je Kum samo film. Tony dodaje i da ne govori Carmeli za incident.
Na A.J.-evu sljedećem izlasku, jedan od Hernanovih prijatelja upita A.J.-a može li njegov otac pritisnuti njegova stanodavca. Povukavši se u zahod, A.J. doživi napadaj panike.
Vito odlazi natrag u zalogajnicu na Jimove palačinke. Dvojac se pomiruje i odlaze zajedno na izlet motociklom koji završava piknikom.
Julianna nazove Tonyja s trećom ponudom za zgradu, koju on prihvaća, a ona pristaje primiti ga te večeri u svoj stan navodno kako bi dovršili papirologiju. U njegovoj spavaćoj sobi, dok se Tony sprema za sastanak, Carmela mu pomaže izabrati košulju te zakopčati dugmad. Kasnije kod Julianne, nakon što Tony potpisuje papire i par se zagrli te upusti u intimni odnos, Julianna počne raskopčavati Tonyjevu košulju i potrga jedno dugme. Tony je prekine i iznenada ode, otišavši kući Carmeli bijesan zbog svoje seksualne frustracije.
Burt i Patsy posjete Caputo's Poultry kako bi pokupili svoj tjedni iznos. Patsy prvo pogrešno načuje Caputa koji im kaže kako je Tony prodao zgradu Židovima, ali se Caputo ispravlja da ju je Tony prodao Jamba Juiceu. Ispred trgovine, Patsy dobaci, "Koji se kurac događa s ovom četvrti?"

## Glavni glumci
- James Gandolfini kao Tony Soprano
- Lorraine Bracco kao dr. Jennifer Melfi
- Edie Falco kao Carmela Soprano
- Michael Imperioli kao Christopher Moltisanti
- Dominic Chianese kao Corrado Soprano, Jr.
- Steven Van Zandt kao Silvio Dante
- Tony Sirico kao Paulie Gualtieri *
- Robert Iler kao A.J. Soprano
- Jamie-Lynn Sigler kao Meadow Soprano *
- Aida Turturro kao Janice Soprano *
- Frank Vincent kao Phil Leotardo
- Joseph R. Gannascoli kao Vito Spatafore
- Dan Grimaldi kao Patsy Parisi

* samo potpis

### Gostujući glumci
| - Daniel Ahearn kao Elliot - Susan Blommaert kao Betty Wolf - Peter Bogdanovich kao dr. Elliot Kupferberg - Frank Borrelli kao Vito Spatafore, Jr. - Cameron Boyd kao Matt Testa - Julie Boyd kao Evelyn McCone - Elizabeth Bracco kao Marie Spatafore - Brigid Brady kao žena - Christopher Carley kao Drew - Nick Choksi kao tip #1 - Malachy Cleary kao Thad McCone - John Costelloe kao Jim "Johnny Cakes" Witowski - Alexandra Daddario kao druga žena - Nikki Dinki kao Bibi - Piter Fattouche kao Daryl - Evan Ferrante kao Brandon - Stink Fisher kao Warren - Antony Hagopian kao Emmerich - Stephen Brian Jones kao pacijent - Sylvia Kauders kao gđa. Conte - Noah Keen kao Otto - Jeff Keilholtz kao liječnik sa zabave - Lindsey Kraft kao Nadia | - Joseph Leone kao Vic Caputo - Julianna Margulies kao Julianna Skiff - Chris McGarry kao Pat - Chris McGinn kao konobarica - Stephan Morrow kao drugi mještanin - Nic Novicki kao mala osoba - Casey O'Brien kao Martha - Robert O'Gorman kao mještanin - James O'Toole kao Baz - Artie Pasquale kao Burt Gervasi - Vincent Piazza kao Hernan O'Brien - Dana Power kao ruska djevojka - Rene Rosado kao hispanski dječak - Elizabeth Rouse kao mama - Douglas Ryan kao vlasnik trgovine - Andrew Schneider kao g. Bauer - Samuel Smith kao dežurni - Steve Stanulis kao narednik - Eldon Thiele kao Ron - Susan Barnes Walker kao gđa. Kimball - Emily Wickersham kao Rhiannon - Aurelia Williams kao starija žena - Jayson Williams kao šef kavane - Richard Zekaria kao Farhad |

## Naslovna referenca
- Naslov se odnosi na vrstu palačinki, specijalitet u zalogajnici koju Vito posjećuje. "Johnny Cakes" postaje i Vitov nadimak za Jima.
- Naslov bi se mogao odnositi i na razliku između običnih palačinki i njihovih novijih izvedenica, odnosno razliku između korporativnih nasuprot obiteljskim trgovinama. To je predstavljeno kroz pokušaj Jamba Juicea da preuzme Caputos Poultry, kao i kroz aluziju da korporativne podružnice preuzimaju četvrt, od čega mafija nema koristi.

## Reference na druge medije
- A.J. i njegov kolega s posla gledaju film Lovina.
- U sceni u kojoj A.J. ljenčari u obiteljskom domu, na televiziji gleda Aqua Teen Hunger Force.
- U sceni u kojoj Julianna Skiff ulazi u Bada Bing kako bi se sastala s Tonyjem, na televiziji se prikazuje UFC-ova priredba.

## Glazba
- Tijekom odjavne špice svira "I'm Gonna Move to the Outskirts of Town" Raya Charlesa.
- U njujorškom klubu svira "E Talking" Soulwaxa.
- Tijekom razgovora u Bada Bingu Julianne i Tonyja svira "Family Affair" Mary J. Blige.

## Vanjske poveznice
- Johnny Cakes u internetskoj bazi filmova IMDb-a